# Besouro-verde
O Besouro-verde, também conhecido como a broca-do-freixo-esmeralda (Agrilus planipennis), é um buprestide verde ou besouro de joia iridescentes nativo do nordeste da Ásia que se alimenta de espécies de freixos. As fêmeas põem ovos nas fendas da casca dos freixos e as larvas se alimentam sob a casca dos freixos para emergir como adultos em um a dois anos. Em sua área nativa, é normalmente encontrado em baixas densidades e não causa danos significativos às árvores nativas da área. Fora de sua área nativa, é uma espécie invasora e altamente destrutiva para freixos nativos da Europa e América do Norte. Antes de ser encontrado na América do Norte, muito pouco se sabia sobre a broca esmeralda em sua área nativa; isso resultou em grande parte da pesquisa sobre sua biologia sendo focada na América do Norte. Os governos locais na América do Norte estão tentando controlá-lo monitorando sua disseminação, diversificando espécies de árvores, inseticidas e controle biológico.

## História
O padre e naturalista francês Armand David coletou um espécime da espécie durante uma de suas viagens pela China Imperial nas décadas de 1860 e 1870. Ele encontrou o besouro em Pequim e o enviou para a França, onde a primeira breve descrição do Agrilus planipennis pelo entomologista Léon Fairmaire foi publicada na Revue d'Entomologie em 1888. Desconhecendo a descrição de Fairmaire, uma descrição separada nomeando a espécie como Agrilus marcopoli foi publicada em 1930 por Jan Obenberger.

## Identificação
Besouros adultos são tipicamente verde metálico brilhante e cerca de 8,5 mm (0,33 in) de comprimento e 1,6 mm (0,063 in) largura. Élitro são tipicamente um verde mais escuro, mas também podem ter tons de cobre. A broca do freixo esmeralda é a única espécie norte-americana de Agrilus com um abdômen superior vermelho brilhante quando visto com as asas e os élitros abertos. A espécie também possui um pequeno espinho encontrado na ponta do abdômen e antenas serrilhadas que começam no quarto segmento antenal. Eles deixam rastros nas árvores que danificam abaixo da casca que às vezes são visíveis. Besouros adultos de outras espécies muitas vezes podem ser identificados erroneamente pelo público.

## Ciclo da vida
O ciclo de vida da broca do freixo esmeralda pode ocorrer ao longo de um ou dois anos, dependendo da época do ano de oviposição, da saúde da árvore e da temperatura.
Após 400–500 graus-dia acumulados acima 10 °C (50 °F), os adultos começam a emergir das árvores no final da primavera, e o pico de emergência ocorre em torno de 1.000 graus-dia. Após a emergência, os adultos se alimentam por uma semana de folhas de freixo no dossel antes do acasalamento, mas causam pouca desfolha no processo. Os machos pairam em torno das árvores, localizam as fêmeas por pistas visuais e caem diretamente sobre a fêmea para acasalar. O acasalamento pode durar 50 minutos, e as fêmeas podem acasalar com vários machos ao longo de sua vida. Uma fêmea típica pode viver cerca de seis semanas e colocar cerca de 40 a 70 ovos, mas as fêmeas que vivem mais podem colocar até 200 ovos.
Os ovos são depositados entre fendas da casca, flocos ou rachaduras e eclodem cerca de duas semanas depois. Os ovos têm aproximadamente 0,6 to 1,0 mm (0,02 to 0,04 in) de diâmetro, e são inicialmente brancos, mas depois se tornam marrom-avermelhados se férteis. Após a eclosão, as larvas mastigam a casca para o floema interno, câmbio e xilema externo, onde se alimentam e se desenvolvem. A broca do freixo esmeralda tem quatro ínstares larvais. Ao se alimentar, as larvas criam longas galerias serpentinas. Larvas de quarto ínstar totalmente maduras têm 26 to 32 mm (1,0 to 1,3 in) longo. No outono, os quartos maduros escavam câmaras de cerca de 1,25 cm (0,49 in) no alburno ou na casca externa, onde eles se dobram em forma de J. Essas larvas em forma de J encurtam em pré-pupas e se desenvolvem em pupas e adultos na primavera seguinte. Para sair da árvore, os adultos mastigam buracos de sua câmara através da casca, o que deixa um buraco de saída em forma de D característico. As larvas imaturas podem hibernar em sua galeria larval, mas podem exigir um verão adicional de alimentação antes de hibernar novamente e emergir como adultos na primavera seguinte. Este ciclo de vida de dois anos é mais comum em climas frios, como a Rússia europeia.

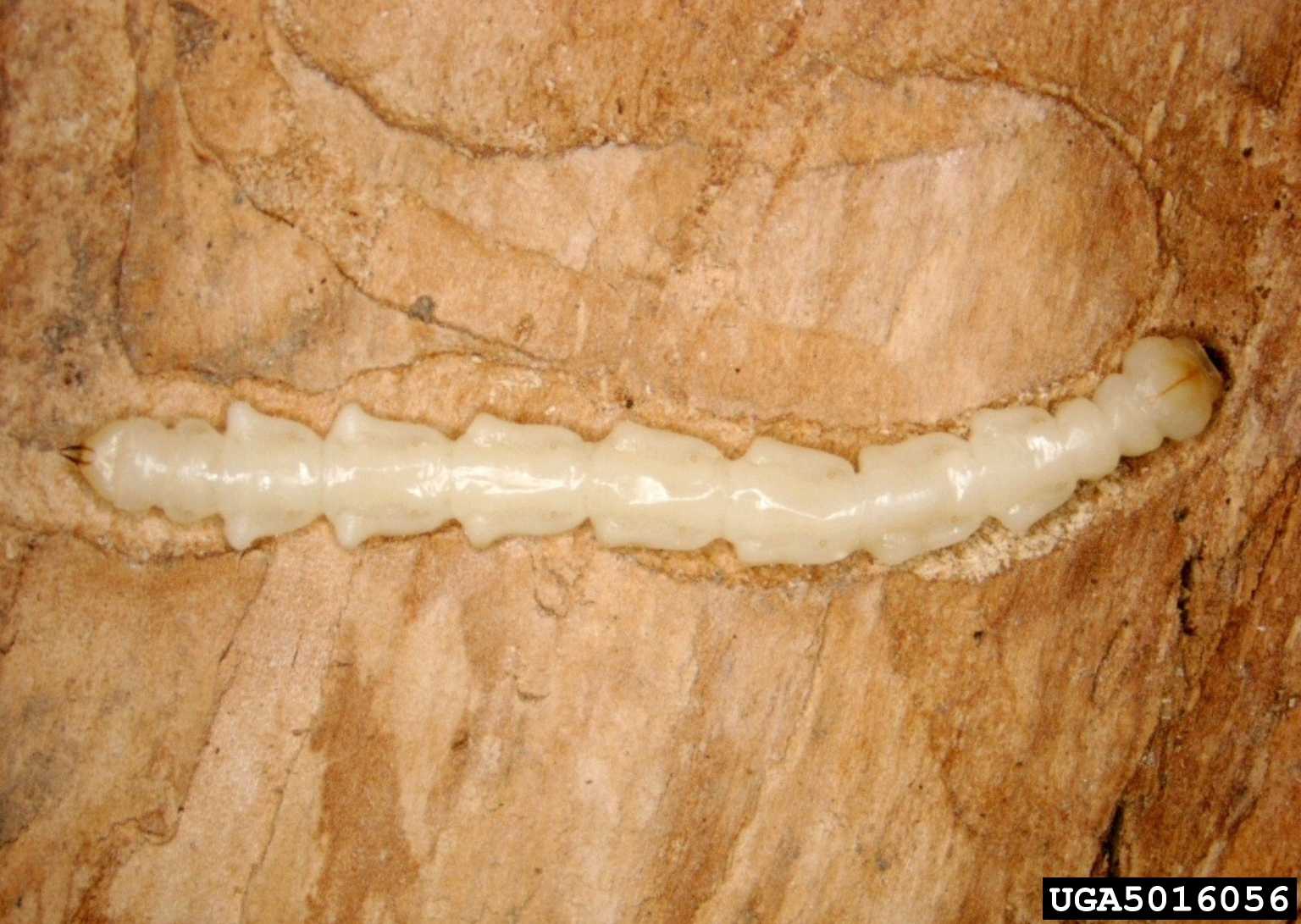
Larva
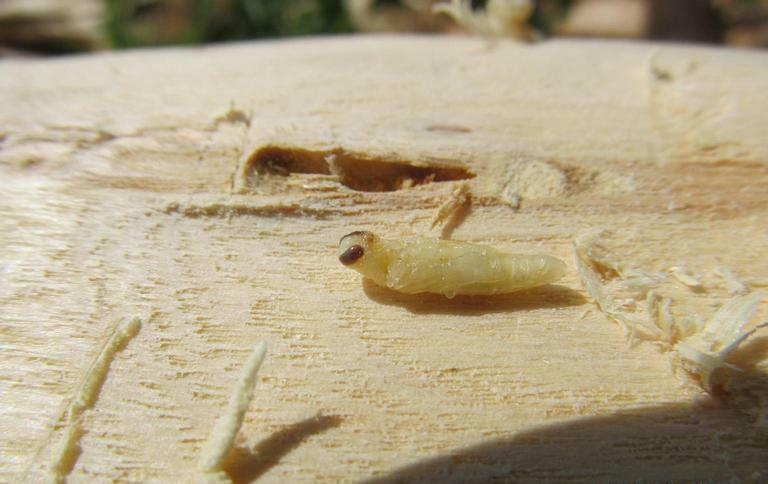
Pupa removido de sua câmara pupal.
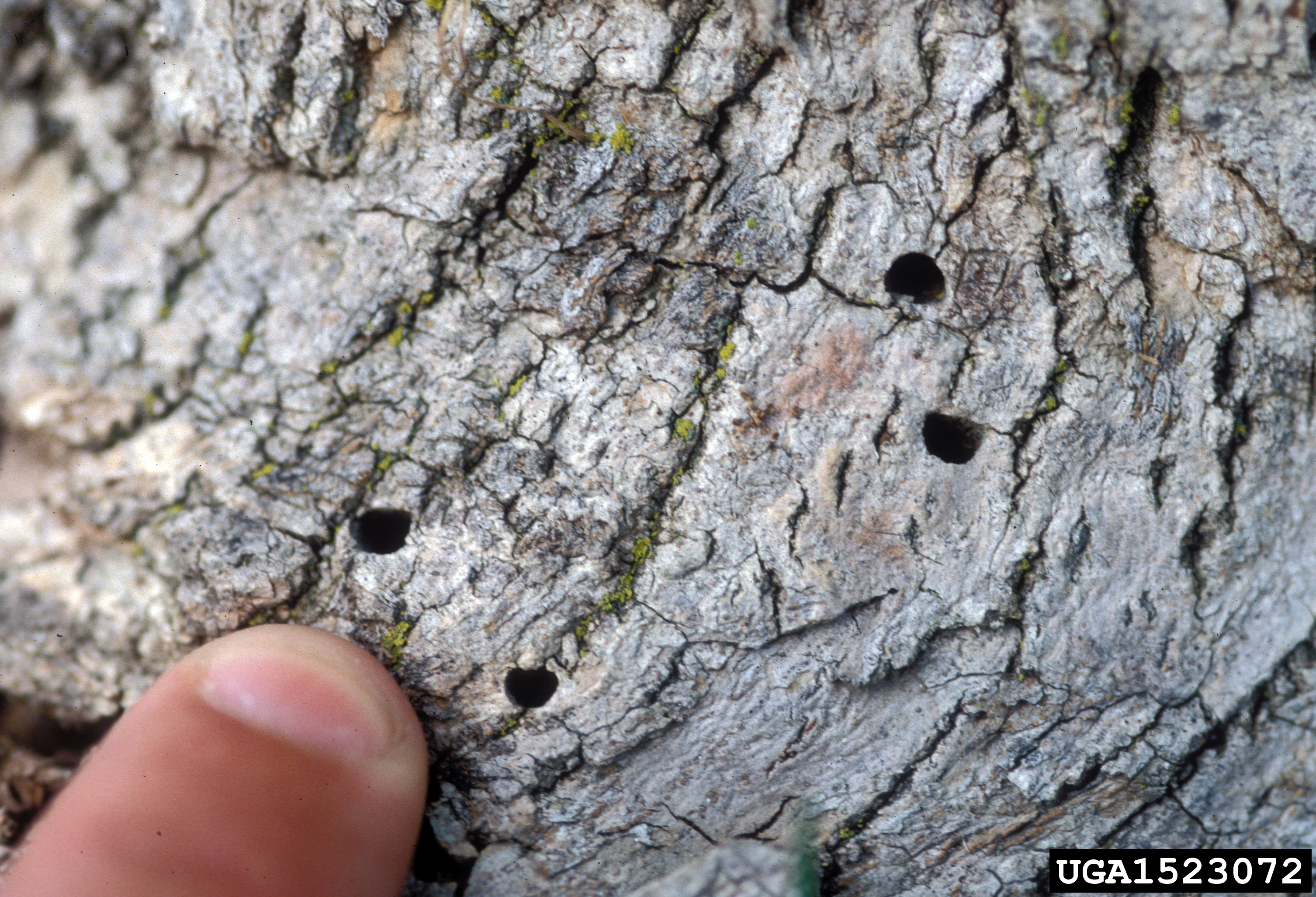
Os adultos saem da árvore por buracos em forma de D.
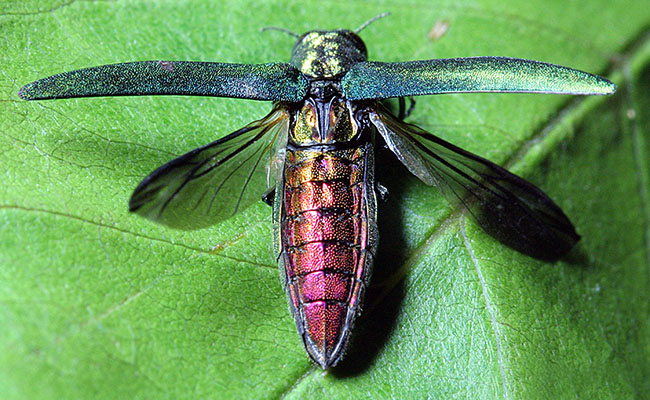
Vista dorsal do adulto com élitros e asas abertas.
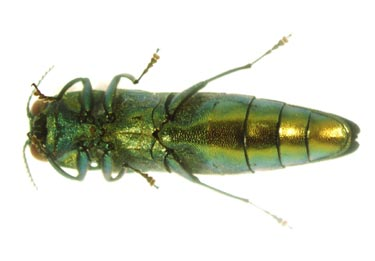
Lado de baixo de uma broca do freixo esmeralda adulta.

## Distribuição

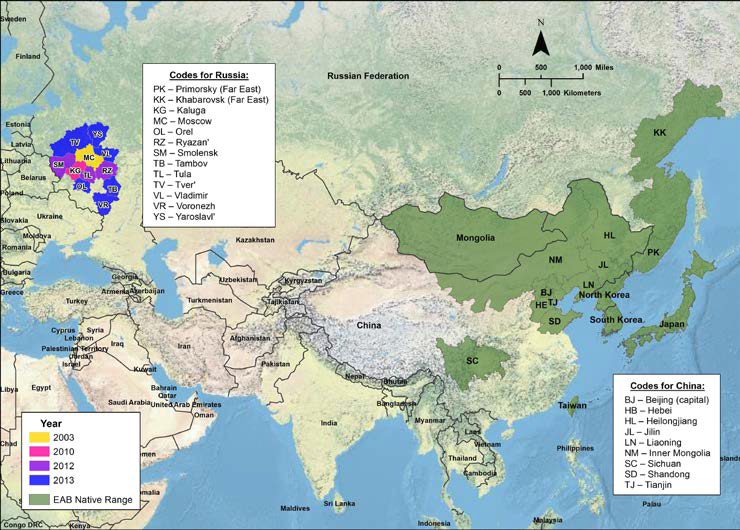
Distribuição nativa de broca do freixo esmeralda no leste da Ásia e gama introduzida na Rússia europeia a partir de 2013

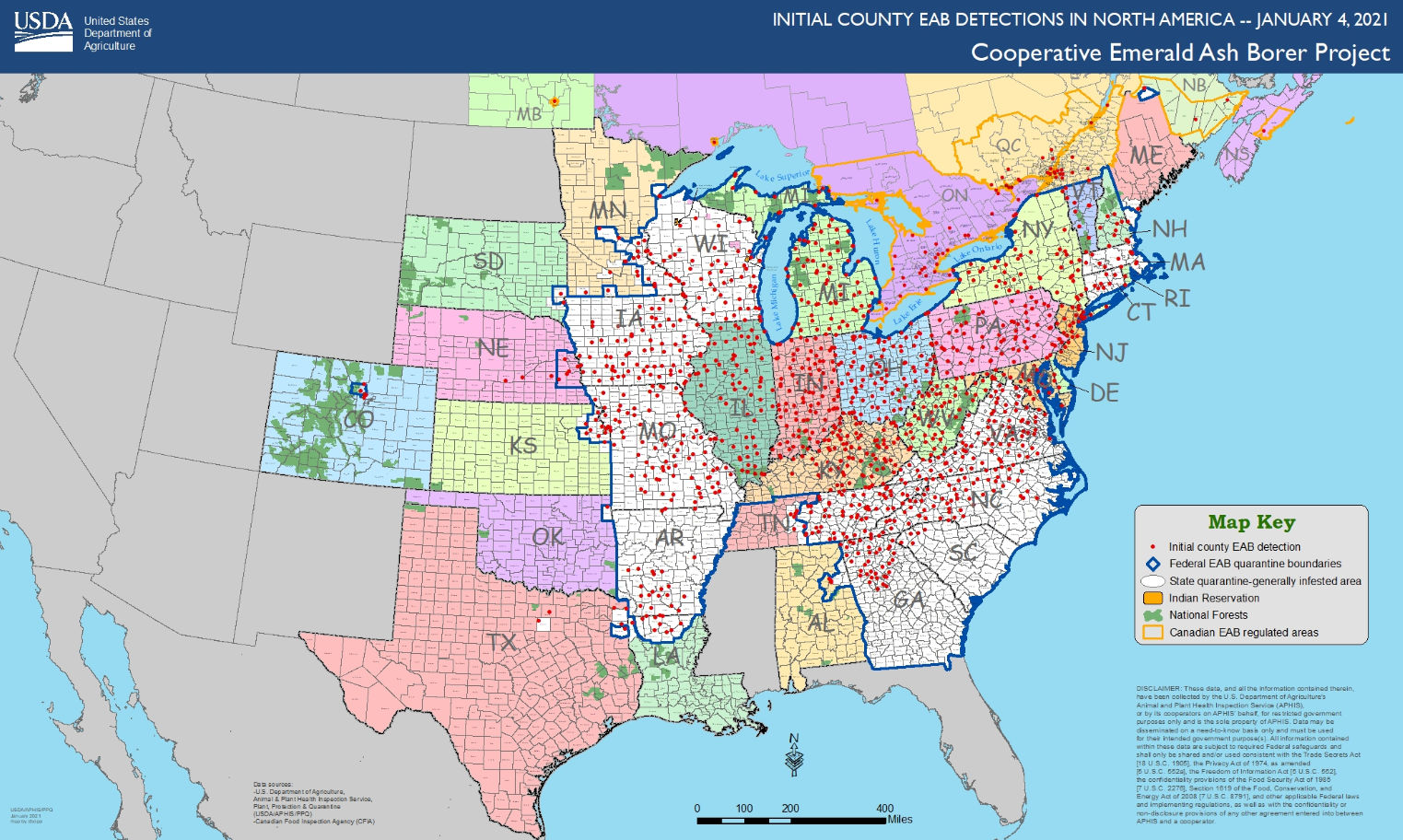
Território de brocas do freixo esmeralda introduzido na América do Norte a partir de 2021

A faixa nativa da broca do freixo esmeralda é temperada do nordeste da Ásia, que inclui Rússia, Mongólia, norte da China, Japão e Coreia.
O besouro é invasivo na América do Norte, onde tem uma população central em Michigan e estados e províncias vizinhas. As populações estão mais espalhadas fora da área central, e as bordas de sua distribuição conhecida variam ao norte de Ontário, ao sul ao norte da Luisiana, ao oeste do Colorado e ao leste de Novo Brunswick. Na Europa Oriental, uma população foi encontrada em Moscou em 2003. De 2003 a 2016, essa população se espalhou para o oeste em direção à União Europeia em até 40 km (25 mi) por ano e deverá chegar à Europa Central entre 2031 e 2036. Embora não tenha sido registrado na União Europeia a partir de 2019, já se espalhou para o extremo leste da Ucrânia da vizinha Rússia.

## Plantas hospedeiras
Em sua área nativa, a broca do freixo esmeralda é apenas uma praga incômoda em árvores nativas, pois as densidades populacionais normalmente não atingem níveis letais para árvores saudáveis. Na China, infesta F. chinensis, F. mandshurica, e F. rhynchophylla; no Japão também infeta F. japonica e F. lanuginosa.
A broca do freixo esmeralda infesta principalmente e pode causar danos significativos às espécies de freixos, incluindo freixo-verde (Fraxinus pennsylvanica), freixo- preto (Fraxinus nigra), freixo-branco (Fraxinus americana) e freixo-azul (Fraxinus quadrangulata) na América do Norte. Na Europa, Fraxinus excelsior é a principal espécie de freixo colonizada, que é moderadamente resistente à infestação da broca do freixo esmeralda. A suscetibilidade dos freixos-cinzas pode variar dependendo da atratividade dos voláteis químicos para os adultos ou da capacidade das larvas de desintoxicar compostos fenólicos. A broca do freixo esmeralda também foi encontrada infestando árvores brancas na América do Norte, que não são hospedeiras de freixos, mas não está claro se as árvores eram saudáveis quando infestadas pela primeira vez ou já estavam em declínio devido à seca. Outro hospedeiro não-freixo também foi descoberto, Olea europaea, embora em um ambiente de laboratório.
Os adultos preferem botar ovos em freixos cultivadas a céu aberto ou estressadas, mas prontamente põem ovos em árvores saudáveis entre outras espécies de árvores. Os freixos que crescem em povoamentos puros, sejam naturais ou em paisagismo, são mais propensas ao ataque do que árvores isoladas ou localizadas em povoamentos mistos. As cinzas usadas no paisagismo também tendem a ser submetidas a maiores quantidades de estresses ambientais, incluindo solo compactado, falta de humidade, efeitos de aquecimento de ilhas urbanas, sal rodoviário e poluição, o que também pode reduzir sua resistência à broca. Além disso, a maioria dos freixos utilizadas no paisagismo foi produzida a partir de um punhado de cultivares, resultando em baixa diversidade genética. Árvores jovens com casca entre 1,5 mm (0,059 in) a 5 mm (0,20 in) são preferidos. Tanto machos quanto fêmeas usam foliares voláteis e sesquiterpenos na casca para localizar hospedeiros. Danos ocorrem em árvores infestadas por alimentação larval. As galerias serpentinas de alimentação das larvas interrompem o fluxo de nutrientes e água, efetivamente circundando, matando assim a árvore, pois ela não é mais capaz de transportar água e nutrientes suficientes para as folhas para sobreviver. Frequentemente, os freixos cingidas tentam se regenerar através da brotação de tocos, e há evidências de que árvores estressadas também podem gerar culturas de sementes mais altas do que o normal como medida de emergência.

## Invasão

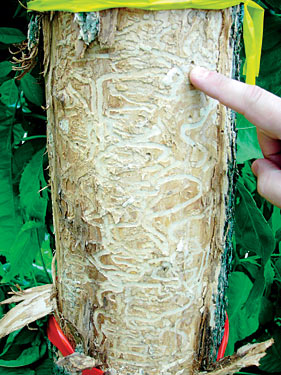
Um freixo-verde morta por brocas do freixo esmeralda

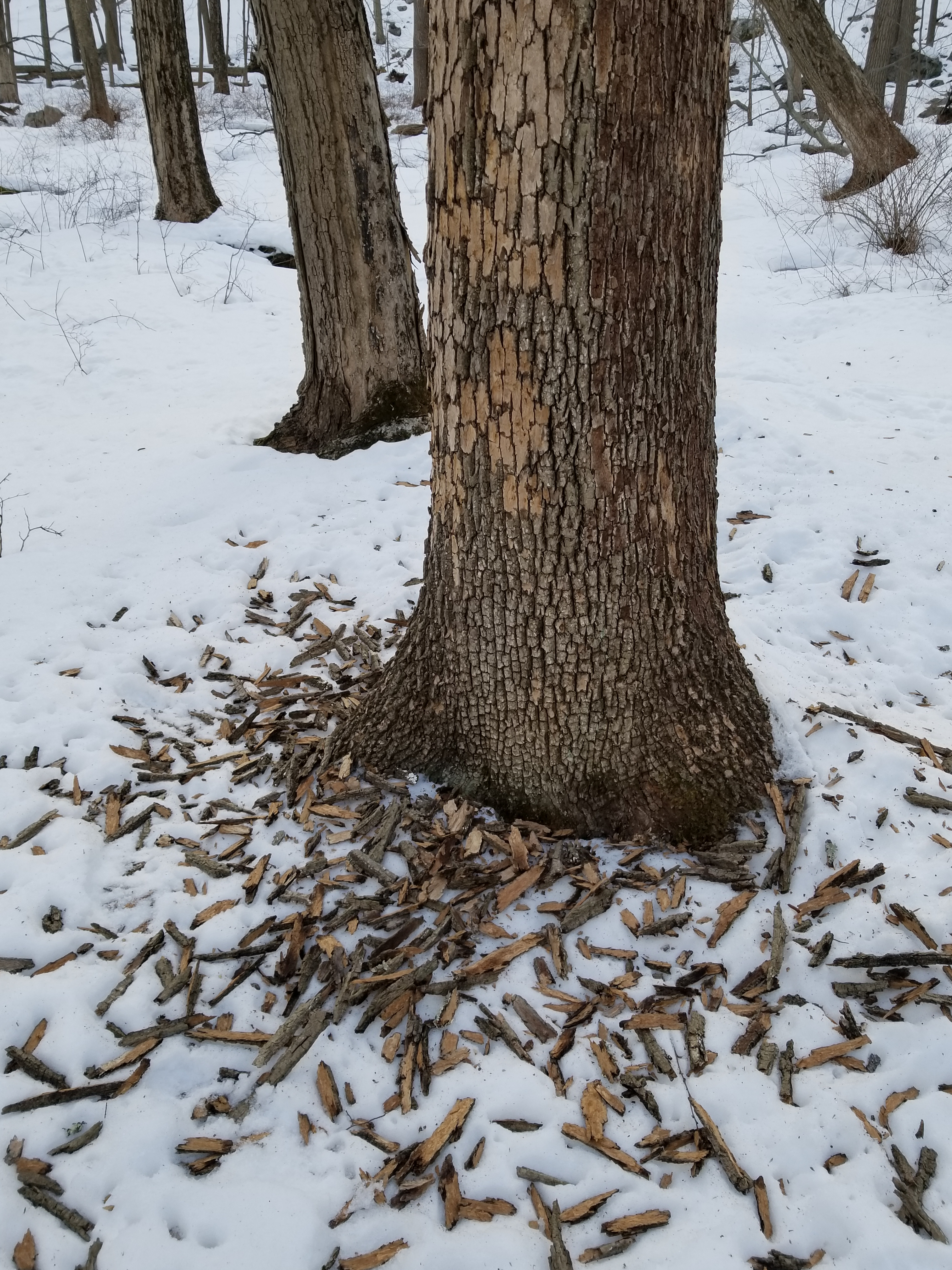
Um freixo de pântano, casca arrancada por pica-paus que se alimentam de brocas do freixo esmeralda

Fora de sua área nativa, a broca do freixo esmeralda é uma espécie invasora que é altamente destrutiva para os freixos em sua área de distribuição. Antes da broca esmeralda ser encontrada na América do Norte, muito pouco se sabia sobre o inseto em sua área nativa, além de uma breve descrição das características da história de vida e descrições taxonômicas, o que resultou em pesquisas focadas em sua biologia na América do Norte. O inseto foi identificado pela primeira vez em Canton, Michigan (perto de Detroit ), em 2002, mas pode ter estado nos EUA desde o final da década de 1980. Suspeita-se que foi introduzido do exterior em materiais de transporte, como caixas de embalagem.
Sem fatores que normalmente suprimiriam as populações de brocas do freixo esmeralda em sua área nativa (por exemplo, árvores resistentes, predadores e vespas parasitóides), as populações podem subir rapidamente para níveis prejudiciais. Após a infestação inicial, espera-se que todos os freixos morram em uma área dentro de 10 anos sem medidas de controle. Todas as espécies de freixos norte-americanas têm suscetibilidade à broca esmeralda, pois as espécies norte-americanas plantadas na China também têm alta mortalidade por infestações, mas algumas espécies de freixos chinesas são resistentes.
Freixos verdes e freixos negros são preferidos pela broca esmeralda. Os freixos brancos também são mortas rapidamente, mas geralmente somente depois que todas as árvores de freixos verdes e pretas serem eliminadas. O freixo azul é conhecida por exibir um maior grau de resistência à broca do freixo esmeralda, que se acredita ser causada pelo alto teor de tanino nas folhas, tornando a folhagem intragável para o inseto. Embora a maioria dos freixos asiáticas tenha desenvolvido essa defesa, ela está ausente das espécies americanas além do freixo azul. Pesquisadores examinaram populações das chamadas "freixos persistentes", árvores que sobreviveram ao ataque da broca dos freixos com pouco ou nenhum dano, como meio de enxertia ou criação de novos estoques resistentes. Descobriu-se que muitas desses freixos remanescentes têm fenótipos incomuns que podem resultar em aumento da resistência. Além de seu maior teor de tanino, os freixos asiáticas também empregam defesas naturais para repelir, prender e matar as larvas da broca do freixo esmeralda. Embora estudos de cinzas americanas tenham sugerido que elas são capazes de reunir mecanismos de defesa semelhantes, as árvores não parecem reconhecer quando estão sob ataque. Muitos dos predadores e parasitóides especializados que suprimiram a broca do freixo esmeralda na Ásia não estavam presentes na América do Norte. Predadores e parasitóides nativos da América do Norte não suprimem suficientemente a broca do freixo esmeralda, então as populações continuam a crescer. Aves como pica-paus se alimentam de larvas de broca do freixo esmeralda, embora os besouros adultos não tenham sido usados por nenhuma fauna americana como alimento. Populações de brocas de cinza esmeralda podem se espalhar entre 2,5 to 20 km (1,6 to 12,4 mi) por ano. Espalha-se principalmente através do voo ou do transporte de casca de cinzas contendo produtos como lenha ou viveiros, o que lhe permite alcançar novas áreas e criar populações satélites fora da infestação principal.
Outros fatores podem limitar a propagação. Temperaturas de inverno de aproximadamente −38 °C (−36 °F) limite de expansão da faixa., e a broca esmeralda de inverno sobrevivem a temperaturas médias de −30 °C (−22 °F) por causa de produtos químicos anticongelantes no corpo e isolamento fornecido pela casca de árvore. As larvas também podem sobreviver a altas temperaturas até 53 °C (127 °F). Por outro lado, assim como as cinzas cultivadas no comércio de viveiros, acredita-se que a população de broca esmeralda na América do Norte tenha se originado de um único grupo de insetos da China central e também exibe baixa diversidade genética.
Predadores e parasitóides norte-americanos podem ocasionalmente causar alta mortalidade por broca do freixo esmeralda, mas geralmente oferecem apenas controle limitado. A mortalidade de pica-paus nativos é variável. O parasitismo por parasitóides como Atanycolus cappaerti pode ser alto, mas no geral esse controle é geralmente baixo.
O Serviço de Inspeção de Saúde Animal e Vegetal do Departamento de Agricultura dos Estados Unidos publicou uma regra em 14 de dezembro de 2020 – para entrar em vigor um mês depois, 14 de janeiro de 2021 – encerrando todas as atividades de quarentena da EAB nos Estados Unidos devido à ineficácia até agora.   Em vez disso, outros meios serão usados, especialmente controles biológicos (ver §Controle biológico abaixo).

### Impactos ambientais e econômicos
A broca do freixo esmeralda ameaça todo o gênero norte-americano Fraxinus. Ele já matou dezenas de milhões de freixos até agora e ameaça matar a maioria dos 8,7 mil milhões de freixos em toda a América do Norte. A broca do freixo esmeralda mata árvores jovens vários anos antes de atingir a idade de semeadura de 10 anos. Tanto na América do Norte quanto na Europa, a perda de freixos de um ecossistema pode resultar no aumento do número de plantas invasoras, mudanças nos nutrientes do solo e efeitos nas espécies que se alimentam de freixos.
Danos e esforços para controlar a propagação da broca esmeralda afetaram empresas que vendem freixos ou produtos de madeira, proprietários e governos locais ou estaduais. As quarentenas podem limitar o transporte de freixos e produtos, mas os impactos econômicos são especialmente altos para áreas urbanas e residenciais por causa dos custos de tratamento ou remoção e diminuição do valor da terra de árvores mortas. Os custos para o manejo dessas árvores podem recair sobre os proprietários ou municípios locais. Para os municípios, remover um grande número de árvores mortas ou infestadas de uma só vez é caro, portanto, diminuir a taxa de morte das árvores por meio da remoção de árvores infestadas conhecidas e do tratamento de árvores com inseticidas pode permitir que os governos locais tenham mais tempo para planejar, remover e substituir árvores que acabariam por morrer. Essa estratégia economiza dinheiro, pois custaria US$ 10,7 mil milhões em áreas urbanas de 25 estados ao longo de 10 anos, enquanto remover e substituir todos os freixos nessas mesmas áreas de uma só vez custaria US$ 25 mil milhões (com outra estimativa colocando a remoção sozinho em US $ 20-60 mil milhões). Algumas áreas urbanas, como Minneapolis, têm grandes quantidades de freixos, com pouco mais de 20% de sua floresta urbana como freixos.

### Monitoramento
Em áreas onde a broca do freixo esmeralda ainda não foi detectada, pesquisas são usadas para monitorar novas infestações. Pesquisas visuais são usadas para encontrar freixos exibindo danos causados pela broca esmeralda, e armadilhas com cores atraentes para a broca esmeralda, como roxo ou verde, são penduradas nas árvores como parte de um programa de monitoramento. Essas armadilhas também podem ter feromônios voláteis aplicados a elas que atraem principalmente os machos.

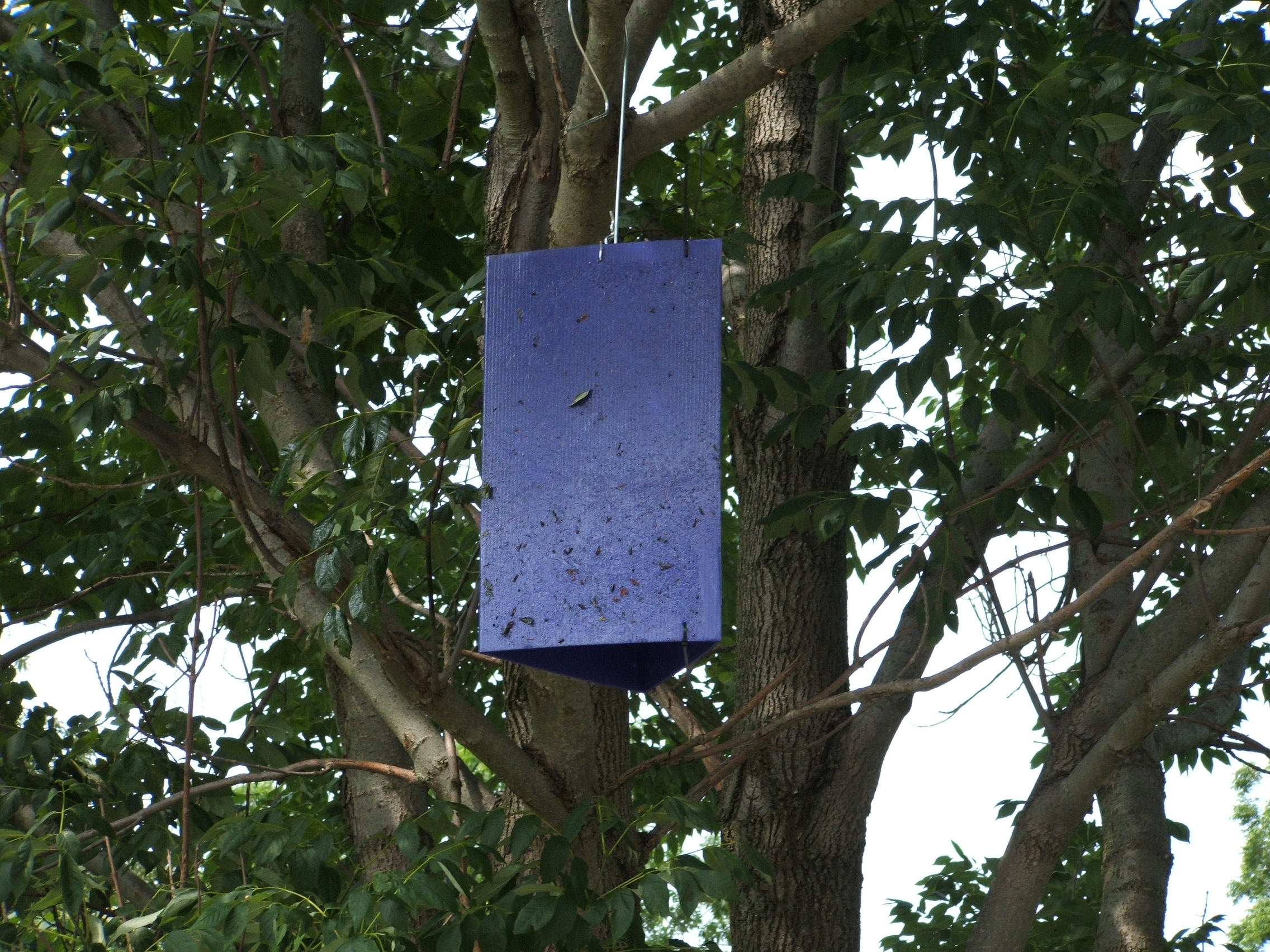
Uma armadilha roxa usada para determinar a extensão da invasão

Às vezes, as árvores são cingidas para atuar como árvores de armadilha para monitorar a broca do freixo esmeralda. A árvore estressada atrai fêmeas que põem ovos na primavera, e as árvores podem ser descascadas no outono para procurar larvas. Se detectada, uma área é frequentemente colocada em quarentena para evitar que material de madeira infestado cause novas infestações. Outras medidas de controle são então tomadas dentro da área para retardar o crescimento populacional, reduzindo o número de besouros, impedindo-os de atingir a maturidade reprodutiva e se dispersando, e reduzindo a abundância de freixos.
Agências governamentais nos EUA e no Canadá utilizaram uma espécie nativa de vespa parasitóide, Cerceris fumipennis, como meio de detectar áreas para as quais a broca do freixo esmeralda se espalhou. As fêmeas dessas vespas caçam outros besouros de joia e broca do freixo esmeralda, se estiver presente. As vespas atordoam os besouros e os carregam de volta para suas tocas no solo, onde são armazenados até que os ovos das vespas eclodam e as larvas da vespa se alimentem dos besouros. Voluntários pegam as vespas quando voltam para suas tocas carregando os besouros para determinar se a broca esmeralda está presente. Esta metodologia é conhecida como vigilância biológica, em oposição ao controle biológico, porque não parece que as vespas tenham um impacto negativo significativo sobre as populações de brocas de esmeralda.

### Gestão
Em áreas onde a broca do freixo esmeralda não é nativa e invasiva, quarentenas, remoção de árvores infestadas, inseticidas e controle biológico são usados para reduzir os danos aos freixos.

#### Quarentena e remoção de árvores
Uma vez que uma infestação é detectada, as quarentenas são normalmente impostas por agências governamentais estaduais ou nacionais que proíbem o transporte de lenha de cinzas ou plantas vivas para fora dessas áreas sem permissão indicando que o material foi inspecionado ou tratado (ou seja, tratamento térmico ou lascamento de madeira) para garantir que não broca de cinza esmeralda viva estão presentes na casca e floema. Nas áreas urbanas, as árvores são frequentemente removidas quando uma infestação é encontrada para reduzir as densidades populacionais da broca esmeralda e a probabilidade de disseminação adicional. Os freixos urbanos são normalmente substituídas por espécies que não são freixos, como bordo, carvalho ou tília para limitar as fontes de alimentos. Nas áreas rurais, as árvores podem ser colhidas para madeira ou lenha para reduzir a densidade do povoamento de freixos, mas podem ser aplicadas quarentenas para este material, especialmente em áreas onde o material pode estar infestado.
Os especialistas do Kentucky Extension sugerem selecionar espécies incomuns para substituir os freixos removidos na paisagem. Gerações anteriores criaram monoculturas plantando freixos em superabundância, um fator na extensão da devastação causada pela broca do freixo esmeralda. Favorecer uma diversidade de espécies ajuda a manter as florestas urbanas saudáveis. Cientistas da Universidade de Kentucky sugerem a escolha de espécies monotípicas, como a papaia, o pau-amarelo, a árvore Franklin, o cafeeiro do Kentucky, Laranjeira-de-osage, o pau-amarelo e o Taxodium distichum.

#### Inseticidas
Atualmente são usados inseticidas com ingredientes ativos como azadiractina, imidacloprida, benzoato de emamectina e dinotefurano. Dinotefuran e imidacloprid são sistêmicos (ou seja, incorporados na árvore) e permanecem eficazes por um a três anos, dependendo do produto. Normalmente, os inseticidas são considerados apenas uma opção viável em áreas urbanas com árvores de alto valor próximas a uma infestação. Freixos são tratados principalmente por injeção direta na árvore ou encharcamento do solo. Alguns inseticidas não podem ser aplicados pelos proprietários e devem ser aplicados por aplicadores licenciados. Os danos causados pela broca do freixo esmeralda podem continuar a aumentar ao longo do tempo, mesmo com aplicações de inseticidas. Os tratamentos com inseticidas não são viáveis para grandes áreas florestais fora das áreas urbanas.

#### Controle biológico

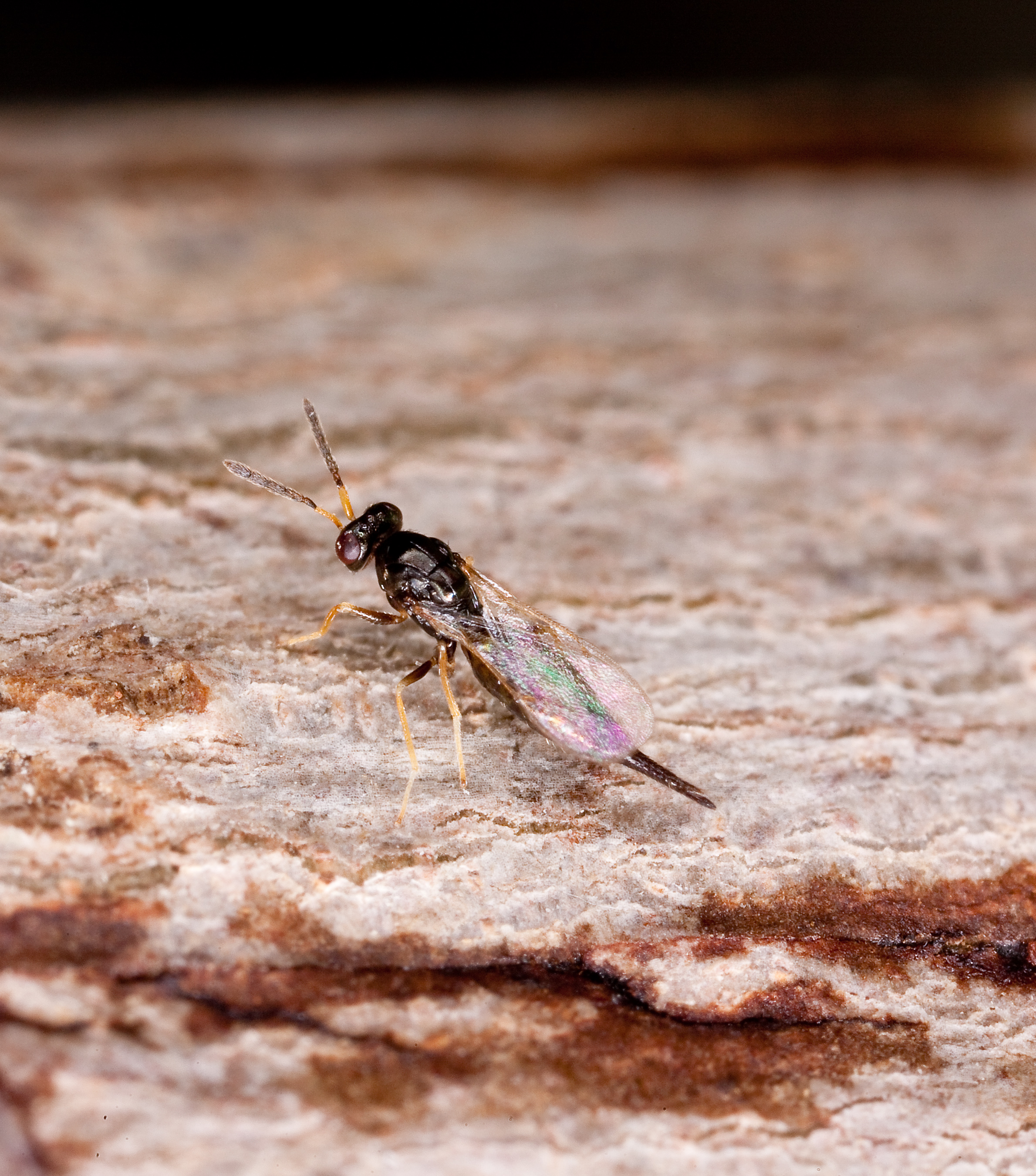
Tetrastichus planipennisi, uma vespa parasitóide utilizada como agente de controle biológico

A área nativa da broca-dos-freixos-esmeralda na Ásia foi pesquisada para espécies de parasitóides que parasitam a broca-dos-freixos-esmeralda e não atacam outras espécies de insetos na esperança de suprimir as populações quando liberadas na América do Norte. Três espécies importadas da China foram aprovadas para liberação pelo USDA em 2007 e no Canadá em 2013: Spathius agrili, Tetrastichus planipennisi e Oobius agrili, enquanto Spathius galinae foi aprovada para liberação em 2015. Excluindo Spathius galinae, que só recentemente foi liberado, as outras três espécies foram documentadas parasitando larvas da broca-da-esmeralda um ano após a liberação, indicando que elas sobreviveram ao inverno, mas o estabelecimento variou entre espécies e locais. Tetrastichus planipennisi e Oobius agrili se estabeleceram e tiveram populações crescentes em Michigan desde 2008; Spathius agrili teve menor sucesso de estabelecimento na América do Norte, o que pode ser causado pela falta de larvas de broca esmeralda disponíveis no momento da emergência adulta na primavera, tolerância limitada ao frio e melhor adequação às regiões da América do Norte abaixo do paralelo 40.
O USDA também está avaliando a aplicação de Beauveria bassiana, um patógeno fúngico de insetos, para controlar a broca do freixo esmeralda em conjunto com vespas parasitóides.